# Marjan Pejoski
Marjan Pejoski (in macedone Марјан Пејоски?; Skopje, 1968) è uno stilista macedone che vive e lavora in Gran Bretagna. È conosciuto per il suo stile moderno, originale e trasgressivo.

## Biografia
Ha fondato il proprio marchio di abbigliamento nel 2000, ed divenuto celebre nel 2001 dopo aver realizzato il celebre abito cigno indossato dalla cantante islandese Björk alla 73ª edizione della cerimonia di premiazione degli Oscar, e numerose altre occasioni, principalmente legate alla promozione dell'album Vespertine.
Successivamente ha anche realizzato abiti per Lady Gaga e per Mísia.